# ビラ川
ビラ川（ビラがわ、Bira、ロシア語: Бира́）は、ロシア極東部のユダヤ自治州を流れる川で、アムール川左岸の大きな支流の一つ。
満州語ではキムニン川（Kimnin bira）と呼ばれており、清代まではこの満州語名に由来する「奇穆尼河」（現代中国語では「比拉河」）と呼ばれていた。

## 概要
ビラ川の長さは261kmにおよぶ。
流域にはビロビジャンやナジェジジンスコエなどの都市が存在する。ビロビジャンの地名はビラ川とビジャン川に由来する。